# Larry Jeffrey
Lawrence Joseph "Larry" Jeffrey, född 12 oktober 1940, död 18 juli 2022, var en kanadensisk professionell ishockeyforward som tillbringade åtta säsonger i den nordamerikanska ishockeyligan National Hockey League (NHL), där han spelade för Boston Bruins, Detroit Red Wings, Toronto Maple Leafs och New York Rangers. Han producerade 101 poäng (39 mål och 62 assists) samt drog på sig 293 utvisningsminuter på 368 grundspelsmatcher.
Jeffrey spelade också för Edmonton Flyers i Western Hockey League (WHL); Hershey Bears, Pittsburgh Hornets och Rochester Americans i American Hockey League (AHL) samt Hamilton Tiger Cubs och Hamilton Red Wings i OHA-Jr.
Han vann Stanley Cup för säsongen 1966–1967.
Efter den aktiva spelarkarriären var Jeffrey bland annat talangscout för Detroit Red Wings och National Hockey League Central Scouting Bureau.

## Statistik
| 1958–1959      | Hamilton Tiger Cubs | OHA-Jr.        | 54  | 21 | 20 | 41  | 149 | —  | — | —  | —  | —  |
| 1959–1960      | Hamilton Tiger Cubs | OHA-Jr.        | 46  | 14 | 24 | 38  | 84  | —  | — | —  | —  | —  |
|                | Hershey Bears       | AHL            | 5   | 0  | 3  | 3   | 2   | —  | — | —  | —  | —  |
| 1960–1961      | Hamilton Red Wings  | OHA-Jr.        | 48  | 28 | 32 | 60  | 105 | 12 | 6 | 3  | 9  | 39 |
| 1961–1962      | Detroit Red Wings   | NHL            | 18  | 5  | 3  | 8   | 20  | —  | — | —  | —  | —  |
|                | Edmonton Flyers     | WHL            | 48  | 20 | 22 | 42  | 80  | —  | — | —  | —  | —  |
| 1962–1963      | Detroit Red Wings   | NHL            | 53  | 5  | 11 | 16  | 62  | 9  | 3 | 3  | 6  | 8  |
|                | Pittsburgh Hornets  | AHL            | 21  | 14 | 7  | 21  | 12  | —  | — | —  | —  | —  |
| 1963–1964      | Detroit Red Wings   | NHL            | 58  | 10 | 18 | 28  | 87  | 14 | 1 | 6  | 7  | 28 |
| 1964–1965      | Detroit Red Wings   | NHL            | 41  | 4  | 2  | 6   | 48  | 2  | 0 | 0  | 0  | 0  |
| 1965–1966      | Toronto Maple Leafs | NHL            | 20  | 1  | 1  | 2   | 22  | —  | — | —  | —  | —  |
|                | Rochester Americans | AHL            | 51  | 10 | 20 | 30  | 36  | 12 | 6 | 5  | 11 | 4  |
| 1966–1967      | Toronto Maple Leafs | NHL            | 56  | 11 | 17 | 28  | 27  | 6  | 0 | 1  | 1  | 4  |
| 1967–1968      | New York Rangers    | NHL            | 47  | 2  | 4  | 6   | 15  | 3  | 0 | 0  | 0  | 0  |
| 1968–1969      | New York Rangers    | NHL            | 75  | 1  | 6  | 7   | 12  | 4  | 0 | 0  | 0  | 2  |
| NHL totalt     | NHL totalt          | NHL totalt     | 368 | 39 | 62 | 101 | 293 | 38 | 4 | 10 | 14 | 42 |
| AHL totalt     | AHL totalt          | AHL totalt     | 77  | 24 | 30 | 54  | 50  | 12 | 6 | 5  | 11 | 4  |
| OHA-Jr. totalt | OHA-Jr. totalt      | OHA-Jr. totalt | 148 | 63 | 76 | 139 | 338 | 21 | 6 | 3  | 9  | 39 |